# BattleForge
BattleForge est un jeu vidéo de stratégie en temps réel développé par EA Phenomic et publié par Electronic Arts. Annoncé officiellement en avril 2008. Le jeu est disponible depuis le 26 mars 2009 sur PC exclusivement, a subi un arrêt du service le 2 septembre 2013 sans raison apparente.
En 2015, une équipe de développeurs s'est lancé comme projet de faire revivre ce jeu sous le nom de Skylords Reborn. Ce projet est à but non lucratif et a comme unique but de permettre à tous les fans du jeu de pouvoir y rejouer. Il sera entièrement gratuit.
Une bêta ouverte commencera le 30 janvier 2018 et permettra enfin au public de jouer a cette nouvelle version.

## Fonctionnement
Ce jeu se joue avec des cartes à collectionner. Elles sont répertoriés par orbe, indiquant leur puissance. Deux modes de jeux sont disponibles : le JCE (Joueur contre l'environnement) constitué de missions jouable en solo et en coopération avec d'autres joueurs. Le PvP (Joueur contre joueur) fut accueilli de manière plus mitigé, aussi bien par les critiques que par les habitués des jeux de stratégie en temps réel: l'absence de brouillard de guerre dans le jeu rend les possibilités d'attaque surprise nulles, limitant les stratégies du PvP au rush. La possibilité de spawn les unités à n'importe quel moment remplace le brouillard de guerre.

## Accueil
| BattleForge   |      |       |
| Média         | Pays | Notes |
| GameSpot      | US   | 80 %  |
| Jeuxvideo.com | FR   | 15/20 |